# 纯洁细螯蟹
纯洁细螯蟹（学名：Lybia caestifera）为扇蟹科细螯蟹属的动物。

## 分佈
分布于日本、夏威夷、斯里兰卡及红海以及中国大陆的西沙群岛等地，生活环境为海水，多见于珊瑚礁浅水中。

## 外部連結
- 維基物種上的相關：纯洁细螯蟹